# Tāngarākau River
Der Tāngarākau River ist ein Fluss in der Region Manawatu-Wanganui auf der Nordinsel von Neuseeland.

## Geographie
Der Tāngarākau River entspringt im Waitaanga Forest, direkt südlich angrenzend an die ostwestliche verlaufende Waitaanga Road und rund 9 km westlich des kleinen Ortes Ōhura. Von der auf einer Höhe von 490 m entspringenden Quelle fließt der Fluss in zahlreichen großen und kleinen Schleifen bevorzugt in südliche Richtung und mündet nach insgesamt 92 km rund 16 km südöstlich von Whangamōmona in den Whanganui River.
Am Ende des oberen Drittels des Tāngarākau River begleitet der New Zealand State Highway 43, der auch oft als „Forgotten World Highway“ bezeichnet wird, für rund 13,5 km den Fluss und die Eisenbahnstrecke der Okahukura Line kreuzt den Fluss bei der kleinen Siedlung Tāngarākau.